# Innocente Marcolini
Innocente Marcolini, född 1954, är en italiensk affärsman, hemmahörande i Brescia, som arbetade i en möbelfirma. Han blev internationellt känd år 2012 genom att driva och vinna ett mål om arbetsskada på grund av strålning från telefoner i Italiens högsta domstol och därigenom skapa ett prejudikat i landet om detta.
Marcolini använde mobiltelefoner och trådlösa telefoner 5-6 timmar per dag i 12 år. År 2002 fick han cancer i hörselnerven. Han opererades flera gånger för detta men fick kvarstående men, som gjorde att han inte kunde arbeta.
Den italienska högsta domstolen slog fast att långvarig strålning från sådana telefoner (det vill säga mer än 10 år) är cancerframkallande, vilket Svenska Strålsäkerhetsmyndigheten säger att man inte kan påvisa. Domstolen ålade därför italienska försäkringskassan, INAIL, att betala livränta motsvarande 80% invaliditet till Marcolini.